# Molongum zschokkeiforme
Molongum zschokkeiforme là một loài thực vật có hoa trong họ La bố ma. Loài này được (Markgr.) Pichon mô tả khoa học đầu tiên năm 1948.